# Макулатура (группа)
Макулатура — российская хип-хоп-группа, основанная Евгением Алёхиным и Константином Сперанским (творческий псевдоним, настоящая фамилия — Строкольский) в городе Кемерово в 2003 году. Хотя в основном коллектив функционирует как дуэт, в разное время к концертной и студийной работе основатели привлекали большое количество сессионных музыкантов, в том числе Павла Додонова и Феликса Бондарева. Сами авторы определяют жанр своих произведений как «социально-бытийный реп». За всю карьеру группа суммарно выпустила 14 полноформатных альбомов, 9 мини-альбомов и множество синглов.

## История
Алёхин и Сперанский познакомились во время учёбы на филологическом факультете в Кемеровском государственном университете культуры. Название для группы было позаимствовано у одноимённого романа Чарльза Буковски.
В 2003 году был записан первый альбом «У слонопотама на этот счёт могут быть совсем другие соображения», однако после выпуска первого релиза группа заморозила творческую деятельность — следующий альбом «Макулатуры» вышел только в 2009-м.

В период с 2003-го по 2008-й мы ничего не делали и, более того, даже не собирались делать. Не было никакой «Макулатуры» в течение пяти лет. С 2008 все закрутилось. У нас появились музыканты. Сформировался коллектив: гитара, бас, клавиши, барабаны и мы с Женей.— (Константин Сперанский, интервью порталу «Дистопия»)
С 2009-го по 2011 год были выпущены три альбома: «детский психиатр», «9 рассказов» (название позаимствовано у одноимённого сборника Д. Сэлинджера) и «осень». При записи «детского психиатра» группа активно использовала семплирование композиций таких жанров как скримо и альтернативный рок, однако следующие два альбома уже были записаны с привлечением студийных музыкантов и «живых» инструментов. В этих релизах выработались стилевые особенности творчества дуэта: тексты песен писались обоими участниками и исполнялись по очереди (каждый писал куплет для себя), при этом каждая песня коллектива состояла из двух куплетов и двух припевов, которые фабульно никогда не являлись продолжением друг друга. Название и припев песни задавали тему, а куплеты являлись размышлениями на неё. Поскольку каждый из куплетов являлся законченным произведением, их очерёдность была неважна. В интервью Алёхин говорил, что первым куплет читает тот, кто первым его написал. Группа приобрела первую популярность и начала выступать в клубах и на фестивалях.
В 2011 году Евгений Алёхин номинировался на премию «Степной волк» Артемия Троицкого как автор текстов групп «Ночные грузчики» и «Макулатура».
5 августа 2012 года Евгений Алёхин и Константин Сперанский были задержаны сотрудниками полиции в Москве во время выступления «Макулатуры» на фестивале MegaVeganFest, проходившем в Саду имени Баумана. Формально причиной задержания стало употребление музыкантами нецензурной лексики в общественном месте; однако, по словам музыкантов, реальным поводом послужило исполнение ими песни «милиционер будущего», в тексте которой упоминался Владимир Путин.

Один из сотрудников полиции говорил нам, что он принял как личное оскорбление то, что мы сочинили песню про Путина. Говорит: «Как вы посмели петь про Путина?»— (Константин Сперанский, интервью телеканалу «Дождь»)
По итогам задержания музыканты были привлечены к административной ответственности по статье за мелкое хулиганство, в качестве наказания была назначена выплата денежного штрафа.
В 2014 году «Макулатура» выпустила альбом «пролог», на трек «счастье» был снят клип режиссёром-документалистом Маргаритой Захаровой. В 2015 году она выступила автором клипа на композицию «дарёный конь», а также занималась цветокоррекцией крупного, но впоследствии заброшенного режиссёрского проекта Евгения Алёхина «Русский Лес», у которого вышла лишь пилотная серия. Впоследствии из материалов, отснятых в одном из туров «Макулатуры», она смонтировала документальный фильм «Внутренний реп», рассказывающий о закулисной жизни и творчестве группы. Фильм вышел в 2016 году.
В 2016 году был опубликован альбом «пляж». На этом релизе группа отказалась от живых инструментов в пользу электроники. Композитором новой работы стал присоединившийся к проекту лидер группы «RSAC» Феликс Бондарев.
В 2017 году музыканты выпустили альбом «сеанс». За музыкальную часть снова отвечал Феликс Бондарев (на этот раз он отметился и гостевой вокальной партией в песне «запястья»), однако, на «сеансе» стало больше гитар и почти во всех композициях записаны живые ударные. В совместных треках приняли участие Михаил Енотов (партнёр Алёхина по дуэту «ночные грузчики»), Лёха Никонов и Олег ЛСП. Трек «реприза» написал музыкант группы ЛСП Рома Англичанин и, по задумке, это должен был быть фит, где Рома читает свой куплет, однако композиция не была записана до конца по причине скоропостижной смерти музыканта. Трек «реприза» присутствует в альбоме в незавершённой версии как дань памяти Роме.
В 2019 году были изданы альбомы «место» (среди задействованных в записи музыкантов оказался и гитарист Павел Додонов, наиболее известный как бывший участник группы «Дельфин», оказавшей существенное влияние на творчество «Макулатуры») и сборник верлибров «Rocky and Chonyatsky».
В 2020 году выпущен альбом «утопия». После выхода этого альбома дуэт заявил о прекращении сотрудничества и распаде группы, однако уже в следующем году вернулся к совместной творческой деятельности.
В 2021 году издан студийный альбом «Я намерен хорошо провести этот вечер», мини-альбом «большая мечта» и EP «диптих».
В январе 2022 года группа выпустила сборник песен «избранное» (2009—2021), среди старых песен был представлен новый трек «нутро». 28 февраля 2022 года был выпущен студийный альбом «акрополь». Весной того же года были выпущены синглы «трапеза» (альтернативная версия трека «капитан ле трюк»), «точка невозврата» и «доброе похмелье». 6 октября 2022 года был выпущен трёхтрековый мини-альбом «огромная работа круглосуточно».
В 2023 году «Макулатура» выпустила 5 синглов и полноформатный альбом «нигде!», записанный с участником группы «Црвених Цветова» Михаилом Золотарёвым.
В 2024 году был опубликован альбом «эпилог», полностью спродюсированный Павлом Додоновым.

### Литературная деятельность
В 2004 году Алёхин впервые заявил о себе как прозаик. Получил специальный приз «Голос поколения» премии «Дебют», затем последовали публикации в журналах «Октябрь», «Крещатик», «Нева», «Волга», «Знамя». В 2008 году повесть «Третья штанина» вошла в шорт-лист Бунинской премии, а в 2013 году рассказ «Пляж» — в шорт-лист премии О. Генри. В 2022 году его роман «Девственность» был включён в длинный список номинации «Национальный бестселлер», но не прошёл в шорт-лист премии.
В 2012 году Алёхин и бас-гитарист «Макулатуры» Кирилл Маевский учредили книжное издательство «Ил-music», где печатают современных русских писателей, а также переводную зарубежную прозу.

## Состав
- Евгений Алёхин
- Константин Сперанский

### Сессионные участники
- Павел Додонов
- Феликс Бондарев
- Никита Бычков
- Стас Ромашкин
- Саша Дронова
- Михаил Енотов
- Арсений Коварский
- Кирилл Маевский
- Оскар Юнусов
- Михаил Корсаков
- Марат Мартифон
- Айдар Гайнуллин
- Алина Магсумова
- Евгений Родин
- Эля Белли
- Дмитрий Герасимов
- Суперборис
- Александра Семёнова
- Артемий Фахрутдинов
- Никита Моисеенко
- Михаил Золотарёв
- Алексей Герман

## Дискография[b]
Полноформатные альбомы
- У слонопотама на этот счёт могут быть совсем другие соображения (2003)
- детский психиатр (2009)
- девять рассказов (2010)
- осень (2011)
- пролог (2014)
- пляж (2016)
- сеанс (2017)
- место (2019)
- Rocky and Chonyatsky (2019)
- утопия (2020)
- я намерен хорошо провести этот вечер (2021)
- акрополь (2022)
- нигде! (2023)
- эпилог (2024)
- концерт в Москве («Урбан», 21.09.24) live (2025)

EP
- время героев (2011)
- падение (2012)
- родина еда (2013)
- зоран питич и гр. макулатура (2014)
- Д.К.С демо (2015)
- большая мечта (2021)
- диптих (2021)
- огромная работа круглосуточно (2022)
- это ещё цветочки (2023)
- пасха. 10 мая (2024)
- почему не танцуете (2024)

Синглы
- будни (feat. голый землекоп) (2011)
- вальтер (2016)
- Пасош & Макулатура — Память (Remix) (2018)
- все умные люди планеты (2018)
- остров проклятых (2018)
- пальцы (2019)
- последний друг (2019)
- RSAC x макулатура — Как себя вести рядом с тобой? (2020)
- фоторужье (2020)
- макулатура & РИЧ — всё в порядке (2022)
- океан (2022)
- трапеза (2022)
- доброе похмелье (2022)
- точка невозврата (2022)
- черепаха (2023)
- комосапиенс (2023)
- моя борьба (2023)
- что такое старость (2023)

## Награды
| Год  | Премия      | Номинация                   | Результат | Предмет             |
| ---- | ----------- | --------------------------- | --------- | ------------------- |
| 2017 | Родной звук | Лучший хип-хоп              | Номинация | Пляж                |
| 2017 | Motherland  | Альбом года                 | 4 место   | Сеанс               |
| 2018 | Родной звук | Лучший спокен уорд          | Номинация | Сеанс               |
| 2018 | Родной звук | Лучший творческий союз года | Номинация | макулатура feat ЛСП |
| 2019 | Родной звук | Лучший спокен уорд          | Номинация | Место               |
| 2019 | Родной звук | Топ-50 альбомов за 5 лет    | 40 место  | Сеанс               |
| 2019 | Motherland  | Альбом года                 | 9 место   | Место               |